# Liga Mercedina de Fútbol
La Liga Mercedina de Fútbol es una liga regional de fútbol en la provincia de Buenos Aires, República Argentina. Tiene su sede en la calle Héroes de Malvinas 591 de la ciudad de Mercedes, y fue fundada en 1928. Su actual campeón es Trocha.
La Liga está afiliada a la Asociación del Fútbol Argentino a través de su ente rector del fútbol indirectamente afiliado, el Consejo Federal del Fútbol Argentino. Esto permite a los campeones de la Liga competir en el Torneo Regional Federal Amateur, que representa la cuarta categoría del fútbol argentino y abre la vía para el ascenso a categorías que desembocan en la Primera División. Para la edición 2023/24 están clasificados los clubes Trocha y Pabellón Argentino. También participa en torneos de AFA Club Mercedes, que en la temporada 2023 militó en la Primera D.

## Historia
La Liga fue fundada el 19 de octubre de 1928, y tuvo a Pedro Pasquinelli su primer presidente. Su sede anterior estuvo ubicada en calle. Al igual que muchas Ligas regionales, la Liga Mercedina de Fútbol se creó con la finalidad de promover y desarrollar el fútbol en la ciudad de Mercedes y sus alrededores.
La Liga Mercedina de Fútbol organiza diversas competencias a lo largo del año. El torneo principal es el Campeonato de Primera División, que se disputa a lo largo de varios meses y reúne a los mejores equipos de la Liga. Además, se disputan otros torneos, como la Copa Mercedina, la Copa de la Liga y la Copa de Oro.

### Presidentes
El siguiente es un listado de los presidentes de la Liga Deportiva del Oeste desde su fundación hasta la actualidad.
| Período              | Presidente                  |
| -------------------- | --------------------------- |
| 19/8/1928-25/3/1933  | Pedro Luis Pasquinelli      |
| 29/3/1933-20/5/1933  | José Campi                  |
| 24/6/1933-7/11/1933  | Edelmiro Silvestre          |
| 18/11/1933-7/2/1934  | Eduardo Alarcón             |
| 23/3/1934-12/3/1936  | Mauricio López              |
| 30/4/1936-13/4/1939  | Santos Del Olmo             |
| 15/4/1939-14/6/1939  | Roberto Morales             |
| 20/6/1939-28/4/1940  | Cándido Espina              |
| 7/6/1940-16/9/1940   | Hugo Rossetti               |
| 26/9/1940-1/8/1941   | Miguel Otamendi             |
| 9/9/1941-30/12/1941  | Juan José Hunley            |
| 15/1/1942-29/8/1944  | Alfredo Muzzopappa          |
| 29/9/1944-28/5/1945  | Rafael Videla -interventor- |
| 28/5/1945-17/3/1947  | Enrique Bulit Goñi          |
| 18/3/1947-14/1/1949  | Roberto Bossie              |
| 19/1/1949-9/1/1950   | Mario Wynne                 |
| 30/1/1950-25/11/1950 | Roberto Bossie              |
| 30/12/1950-15/3/1951 | Leandro Amaro Aguirre       |
| 15/3/1951-14/1/1952  | Aníbal Carranza             |
| 28/1/1952-20/3/1964  | Manuel Asenzo               |
| 30/3/1964-2/5/1966   | Roberto Bossie              |
| 16/5/1966-8/7/1968   | Rolando Solis               |
| 23/7/1968-21/1/1969  | Roberto Bossie              |
| 4/4/1969-10/12/1969  | Juan de Dios Uncal          |
| 5/5/1970-20/4/1974   | Francisco José Raposeiras   |
| 20/4/1974-15/1/1986  | Carlos Alberto Russi        |
| 16/1/1986-27/3/1989  | Roberto Baldomero Caracoche |
| 25/4/1989-30/12/1991 | Carlos Alberto Cabrera      |
| 24/12/1992-4/12/2002 | Carlos Alberto Russi        |
| 5/12/2002-31/12/2005 | Armando Ponce               |
| 1/1/2006-15/8/2007   | Martín Boragno              |
| 15/8/2007-31/12/2007 | Armando Ponce               |
| 1/1/2008-31/12/2011  | Jorge Cerfoglio             |
| 1/1/2012-...         | Esteban Marcelo             |

### Clubes destacados
- Club Mercedes: Participó de la edición 2012/13 del Torneo Argentino B, y en consecuencia, de la edición 2012/13 de la Copa Argentina de Fútbol. Debido a un incidente relacionado con su plantel, se retiró de la competición a mediados de torneo.[7] A partir de la temporada 2022 comenzó a militar en la Primera D.[8]

## Equipos participantes

### Clubes activos de fútbol masculino en 2023
Los siguientes clubes presentan divisiones de fútbol masculino en el Torneo Clausura 2023:

#### Primera División
| Equipo                                                                                | Ciudad              | Notas |
| ------------------------------------------------------------------------------------- | ------------------- | --- |
| All-Haz Club Social y Deportivo                                                       | Mercedes            | Fundado en 2022, reemplaza a Pistacho de Merlo. Se lo considera su continuación.                                          |
| Asociación Mutual de Empleados Fiscales e Ingresos Públicos (A.M.E.F.I.P.) San Martín | Mercedes            | Club perteneciente a la Administración Federal de Ingresos Públicos.                                                      |
| Club Ateneo de la Juventud Mercedina                                                  | Mercedes            | |
| Club Atlético Estudiantes                                                             | Mercedes            | Club fundador de la Liga.                                                                                                 |
| Club Atlético Quilmes                                                                 | Mercedes            | |
| Club Atlético Trocha                                                                  | Mercedes            | Club fundador de la Liga.                                                                                                 |
| Club Atlético Vélez Sársfield                                                         | Mercedes            | |
| Club Atlético Juventud Unida                                                          | Suipacha            | |
| Club Mercedes                                                                         | Mercedes            | Conocido previamente como Club Social y luego Deportivo Mercedes.                                                         |
| Club Náutico El Timón                                                                 | José María Jáuregui | |
| Club Social y Deportivo El Frontón                                                    | San Andrés de Giles | También jugó en la Liga Deportiva de San Antonio de Areco.                                                                |
| Defensores Juniors Club                                                               | Mercedes            | Club fundado tras la desaparición del Club Atlético Defensores de Belgrano.                                               |
| Los Carteros Fútbol Club                                                              | Mercedes            | Previamente conocido como Club Comunicaciones (no debe ser confundido con el Club Comunicaciones de Mercedes, Corrientes) |
| Sociedad Atlética Pabellón Argentino                                                  | Marcos Paz          | |

#### Segunda División
| Equipo                             | Ciudad              | Notas                                             |
| ---------------------------------- | ------------------- | ------------------------------------------------- |
| Club Atlético General Rodríguez    | General Rodríguez   |                                                   |
| Club Atlético La Tijera            | Suipacha            |                                                   |
| Club Atlético Marcos Paz           | Marcos Paz          | Previamente conocido como San Marcos Fútbol Club. |
| Club Deportivo Gowland             | Gowland             |                                                   |
| Club Holanda Barrio Obrero         | Mercedes            |                                                   |
| Club Los Palometas                 | Mercedes            |                                                   |
| Club Recreativo Unión              | Mercedes            |                                                   |
| Club Social y Deportivo El Frontón | San Andrés de Giles |                                                   |
| Club Jorge Newbery                 | Luján               |                                                   |
| Club Talleres Payro                | Mercedes            |                                                   |

### Clubes activos de fútbol femenino en 2023
Los siguientes clubes presentan divisiones de fútbol femenino en el Torneo Clausura 2023:
| Equipo                                                                            | Ciudad              | Notas |
| --------------------------------------------------------------------------------- | ------------------- | ----- |
| Asociación Mutual Escuela de Fútbol Infantil Provincial (A.M.E.F.I.P.) San Martín | Mercedes            |       |
| Club Atlético La Tijera                                                           | Suipacha            |       |
| Club Atlético Marcos Paz                                                          | Marcos Paz          |       |
| Club Atlético Trocha                                                              | Mercedes            |       |
| Club Atlético Vélez Sársfield                                                     | Mercedes            |       |
| Club Deportivo Gowland                                                            | Gowland             |       |
| Club Los Palometas                                                                | Mercedes            |       |
| Club Mercedes                                                                     | Mercedes            |       |
| Club Náutico El Timón                                                             | José María Jáuregui |       |
| Club Recreativo Unión                                                             | Mercedes            |       |
| Club Social y Deportivo Flandria                                                  | José María Jáuregui |       |
| Los Carteros Fútbol Club                                                          | Mercedes            |       |
| Sociedad Atlética Pabellón Argentino                                              | Marcos Paz          |       |

## Otros clubes
Los siguientes clubes han pasado por la Liga Mercedina, pero no juegan en ella en la actualidad, o bien no poseen equipos de fútbol masculino y/o femenino, o bien han desaparecido como entidades civiles.
| Equipo                                                  | Ciudad          | Estado       | Notas                                                                             |
| ------------------------------------------------------- | --------------- | ------------ | --------------------------------------------------------------------------------- |
| Alianza Estudiantes-Palometas                           | Mercedes        | Desaparecido | Fusión temporaria entre los clubes Estudiantes y Los Palometas.                   |
| Alianza Mercedes-Del Progreso                           | Mercedes        | Desaparecido | Fusión temporaria entre los clubes Mercedes y Del Progreso entre 1981 y 1986.     |
| Almagro                                                 | Mercedes        | Desaparecido |                                                                                   |
| Asociación Atlética Argentinos Juniors                  | Mercedes        | Desafiliado  |                                                                                   |
| Austral                                                 | Mercedes        | Desaparecido |                                                                                   |
| Boca Juniors                                            | Mercedes        | Desaparecido |                                                                                   |
| Cicles Club                                             | Mercedes        | Desafiliado  |                                                                                   |
| Club Atlético All Boys                                  | Mercedes        | Desafiliado  |                                                                                   |
| Club Atlético Comercio                                  | Suipacha        | Desafiliado  |                                                                                   |
| Club Atlético Defensores de Belgrano                    | Mercedes        | Desaparecido |                                                                                   |
| Club Atlético Diego Armando                             | Mercedes        | Desafiliado  | Previamente conocido como Peña Xeneixe Mercedes. Participó hasta la edición 2022. |
| Club Atlético El Porvenir                               | Mercedes        | Desafiliado  |                                                                                   |
| Club Atlético Los Vascos                                | Carmen de Areco | Desafiliado  | Actualmente milita en la Liga de Fútbol de Arrecifes.                             |
| Club Atlético Romero                                    | Mercedes        | Desafiliado  |                                                                                   |
| Club Atlético y Social Juventud Unida de la Costa Brava | Suipacha        | Desafiliado  |                                                                                   |
| Club Barrio San Martín                                  | Mercedes        | Desafiliado  |                                                                                   |
| Club Defensores de Suipacha                             | Suipacha        | Desafiliado  |                                                                                   |
| Club Del Progreso                                       | Mercedes        | Desafiliado  | Estuvo fusionado temporalmente al Club Deportivo Mercedes entre 1981 y 1986.      |
| Club Gimnasia y Esgrima (I)                             | Mercedes        | Desaparecido | Participó en Segunda División de la Asociación Amateurs de Fútbol en 1910.        |
| Club Gimnasia y Esgrima (II)                            | Mercedes        | Desafiliado  |                                                                                   |
| Club Luz y Fuerza                                       | Mercedes        | Desafiliado  |                                                                                   |
| Club San Luis                                           | Mercedes        | Desafiliado  |                                                                                   |
| Club San Martín                                         | Mercedes        | Desafiliado  |                                                                                   |
| Club Social y Deportivo Apolo                           | Mercedes        | Desafiliado  |                                                                                   |
| Club Social y Deportivo Macesol                         | Suipacha        | Desafiliado  | Jugó también en la Liga Chivilcoyana de Fútbol.                                   |
| Club Social y Deportivo San José                        | Mercedes        | Desafiliado  |                                                                                   |
| Correos F.B.C.                                          | Mercedes        | Desaparecido |                                                                                   |
| Cruzados Fútbol Club                                    | Mercedes        | Desaparecido | Fue un club de fútbol sin sede que abandonó la actividad hace varios años.        |
| Distrito Militar Nº 16                                  | Mercedes        | Desaparecido |                                                                                   |
| El Siglo                                                | Mercedes        | Desaparecido |                                                                                   |
| Estrella del Sur                                        | Mercedes        | Desafiliado  |                                                                                   |
| Guardianes de Cárceles                                  | Mercedes        | Desaparecido |                                                                                   |
| Honor y Patria                                          | Mercedes        | Desaparecido |                                                                                   |
| Huracán                                                 | Mercedes        | Desaparecido |                                                                                   |
| La Vanguardia                                           | Mercedes        | Desaparecido | Fundador y primer campeón de la Liga.                                             |
| Liga de Padres de Familia                               | Mercedes        | Desafiliado  |                                                                                   |
| Olimpia                                                 | Mercedes        | Desaparecido |                                                                                   |
| Platense                                                | Mercedes        | Desaparecido |                                                                                   |
| Por La Nobleza                                          | Mercedes        | Desaparecido | Club fundador de la Liga.                                                         |
| Recreativo                                              | Mercedes        | Desaparecido |                                                                                   |
| Sociedad de Fomento 21 de Marzo                         | San Miguel      | Desafiliado  |                                                                                   |
| Sportivo Club Belgrano                                  | Mercedes        | Desafiliado  | Jugó también en la Liga Lujanense de Fútbol.                                      |
| Telefónica                                              | Mercedes        | Desaparecido |                                                                                   |
| Tokio                                                   | Mercedes        | Desaparecido | Club fundador de la Liga.                                                         |
| Unión                                                   | Marcos Paz      | Desaparecido |                                                                                   |

## Campeones
Los siguientes son los listados de campeones de la Liga Mercedina de Fútbol:

### Por año
| Año  | Campeonato    | Ganador                   | Ciudad               |
| ---- | ------------- | ------------------------- | -------------------- |
| 1928 | Oficial       | La Vanguardia             | Mercedes             |
| 1929 | Oficial       | Huracán                   | Mercedes             |
| 1930 | Oficial       | Huracán                   | Mercedes             |
| 1931 | Oficial       | Belgrano                  | Mercedes             |
| 1932 | Oficial       | Deportivo Mercedes        | Mercedes             |
| 1933 | Oficial       | Sin definición            | Sin definición       |
| 1934 | Oficial       | Belgrano                  | Mercedes             |
| 1935 | Oficial       | Belgrano                  | Mercedes             |
| 1936 | Oficial       | Estudiantes               | Mercedes             |
| 1937 | Oficial       | Belgrano                  | Mercedes             |
| 1938 | Oficial       | Belgrano                  | Mercedes             |
| 1939 | Oficial       | Estudiantes               | Mercedes             |
| 1940 | Oficial       | Huracán                   | Mercedes             |
| 1941 | Oficial       | Estudiantes               | Mercedes             |
| 1942 | Oficial       | Huracán                   | Mercedes             |
| 1943 | Oficial       | Huracán                   | Mercedes             |
| 1944 | Oficial       | Huracán                   | Mercedes             |
| 1945 | Oficial       | Gimnasia y Esgrima (II)   | Mercedes             |
| 1946 | Oficial       | Gimnasia y Esgrima (II)   | Mercedes             |
| 1947 | Oficial       | Estudiantes               | Mercedes             |
| 1948 | Oficial       | Estudiantes               | Mercedes             |
| 1949 | Oficial       | Estudiantes               | Mercedes             |
| 1950 | Oficial       | Anulado                   | Anulado              |
| 1951 | Oficial       | Estudiantes               | Mercedes             |
| 1952 | No se disputó | No se disputó             | No se disputó        |
| 1953 | Oficial       | Estudiantes               | Mercedes             |
| 1954 | Oficial       | Estudiantes               | Mercedes             |
| 1955 | Oficial       | Gimnasia y Esgrima (II)   | Mercedes             |
| 1956 | Oficial       | Gimnasia y Esgrima (II)   | Mercedes             |
| 1957 | Oficial       | Gimnasia y Esgrima (II)   | Mercedes             |
| 1958 | Oficial       | Gimnasia y Esgrima (II)   | Mercedes             |
| 1959 | Oficial       | Gimnasia y Esgrima (II)   | Mercedes             |
| 1960 | Oficial       | Gimnasia y Esgrima (II)   | Mercedes             |
| 1961 | Oficial       | Gimnasia y Esgrima (II)   | Mercedes             |
| 1962 | Oficial       | Gimnasia y Esgrima (II)   | Mercedes             |
| 1963 | Oficial       | Defensores de Suipacha    | Suipacha             |
| 1964 | Oficial       | Gimnasia y Esgrima (II)   | Mercedes             |
| 1965 | Oficial       | Estudiantes               | Mercedes             |
| 1966 | Oficial       | Estudiantes               | Mercedes             |
| 1967 | Oficial       | Estudiantes               | Mercedes             |
| 1968 | Oficial       | Estudiantes               | Mercedes             |
| 1969 | Oficial       | Defensores de Belgrano    | Mercedes             |
| 1970 | Oficial       | Del Progreso              | Mercedes             |
| 1971 | Oficial       | Trocha                    | Mercedes             |
| 1972 | Oficial       | Gimnasia y Esgrima (II)   | Mercedes             |
| 1973 | Oficial       | Gimnasia y Esgrima (II)   | Mercedes             |
| 1974 | Oficial       | Gimnasia y Esgrima (II)   | Mercedes             |
| 1975 | Oficial       | Gimnasia y Esgrima (II)   | Mercedes             |
| 1976 | Oficial       | Gimnasia y Esgrima (II)   | Mercedes             |
| 1977 | Oficial       | Vélez Sársfield           | Mercedes             |
| 1978 | Oficial       | Del Progreso              | Mercedes             |
| 1979 | Oficial       | Vélez Sársfield           | Mercedes             |
| 1980 | Oficial       | Estudiantes               | Mercedes             |
| 1981 | Oficial       | Mercedes-Del Progreso     | Mercedes             |
| 1982 | Oficial       | Vélez Sársfield           | Mercedes             |
| 1983 | Oficial       | Vélez Sársfield           | Mercedes             |
| 1984 | Oficial       | Mercedes-Del Progreso     | Mercedes             |
| 1985 | Oficial       | Mercedes-Del Progreso     | Mercedes             |
| 1986 | Oficial       | Club Mercedes             | Mercedes             |
| 1987 | Oficial       | Club Mercedes             | Mercedes             |
| 1988 | Oficial       | Club Mercedes             | Mercedes             |
| 1989 | Oficial       | Club Mercedes             | Mercedes             |
| 1990 | Oficial       | Club Mercedes             | Mercedes             |
| 1991 | Oficial       | Club Mercedes             | Mercedes             |
| 1992 | Oficial       | Club Mercedes             | Mercedes             |
| 1993 | Oficial       | Club Mercedes             | Mercedes             |
| 1994 | Oficial       | Ateneo de la Juventud     | Mercedes             |
| 1995 | Oficial       | Ateneo de la Juventud     | Mercedes             |
| 1996 | Oficial       | Club Mercedes             | Mercedes             |
| 1997 | Oficial       | Club Mercedes             | Mercedes             |
| 1998 | Oficial       | Quilmes                   | Mercedes             |
| 1999 | Oficial       | Quilmes                   | Mercedes             |
| 2000 | Oficial       | Club Mercedes             | Mercedes             |
| 2001 | Oficial       | Club Mercedes             | Mercedes             |
| 2002 | Oficial       | Club Mercedes             | Mercedes             |
| 2003 | Oficial       | Los Palometas             | Mercedes             |
| 2004 | Oficial       | Club Mercedes             | Mercedes             |
| 2005 | Oficial       | Club Mercedes             | Mercedes             |
| 2006 | Apertura      | Club Mercedes             | Mercedes             |
| 2006 | Clausura      | Estudiantes-Los Palometas | Mercedes             |
| 2007 | Oficial       | Estudiantes               | Mercedes             |
| 2008 | Oficial       | Los Palometas             | Mercedes             |
| 2009 | Oficial       | El Frontón                | San Andrés de Giles  |
| 2010 | Oficial       | Club Mercedes             | Mercedes             |
| 2011 | Oficial       | Club Mercedes             | Mercedes             |
| 2012 | Oficial       | El Frontón                | San Andrés de Giles  |
| 2013 | Oficial       | Juventud Unida            | Suipacha             |
| 2014 | Oficial       | El Frontón                | San Andrés de Giles  |
| 2015 | Oficial       | Club Mercedes             | Mercedes             |
| 2016 | Oficial       | Quilmes                   | Mercedes             |
| 2017 | Oficial       | El Frontón                | San Andrés de Giles  |
| 2018 | Oficial       | Club Mercedes             | Mercedes             |
| 2019 | Oficial       | Club Mercedes             | Mercedes             |
| 2020 | No se disputó | No se disputó             | No se disputó        |
| 2021 | Oficial       | Trocha                    | Mercedes             |
| 2022 | Oficial       | Pabellon Argentino        | Marcos paz           |
| 2023 | Apertura      | Trocha                    | Mercedes             |
| 2023 | Clausura      | Juventud de Suipacha      | Juventud de Suipacha |

</cita>

### Por club campeón
| Equipo                                          | Ciudad                                          | Total | Campeonatos |
| ----------------------------------------------- | ----------------------------------------------- | ----- | --- |
| Club Mercedes                                   | Mercedes                                        | 25    | 1932 [DM], 1981 [M/DP], 1984 [M/DP], 1985 [M/DP], 1986, 1987, 1988, 1989, 1990, 1991, 1992, 1993, 1996, 1997, 2000, 2001, 2002, 2004, 2005, 2006 (Apertura), 2010, 2011, 2015, 2018, 2019 |
| Gimnasia y Esgrima (II)                         | Mercedes                                        | 16    | 1945, 1946, 1955, 1956, 1957, 1958, 1959, 1960, 1961, 1962, 1964, 1972, 1973, 1974, 1975, 1976                                                                                            |
| Estudiantes                                     | Mercedes                                        | 16    | 1936, 1939, 1941, 1947, 1948, 1949, 1951, 1953, 1954, 1965, 1966, 1967, 1968, 1980, 2006 [E/LP], 2007                                                                                     |
| Huracán                                         | Mercedes                                        | 6     | 1929, 1930, 1940, 1942, 1943, 1944 |
| Del Progreso                                    | Mercedes                                        | 5     | 1970, 1978, 1981 [M/DP], 1984 [M/DP], 1985 [M/DP] |
| Belgrano                                        | Mercedes                                        | 5     | 1931, 1934, 1935, 1937, 1938 |
| El Frontón                                      | San Andrés de Giles                             | 4     | 2009, 2012, 2014, 2017 |
| Vélez Sársfield                                 | Mercedes                                        | 4     | 1977, 1979, 1982, 1983 |
| Trocha                                          | Mercedes                                        | 4     | 1971, 2021, 2022, 2023 (Apertura) |
| Quilmes                                         | Mercedes                                        | 3     | 1998, 1999, 2016 |
| Los Palometas                                   | Mercedes                                        | 3     | 2003, 2006 [E/LP], 2008 |
| Ateneo de la Juventud                           | Mercedes                                        | 2     | 1994, 1995 |
| Pabellon Argentino                              | Marcos Paz                                      | 1     | 2022 |
| La Vanguardia                                   | Mercedes                                        | 1     | 1928 |
| Juventud Unida                                  | Suipacha                                        | 2     | 2013 2023 |
| Defensores de Belgrano                          | Mercedes                                        | 1     | 1969 |
| Defensores de Suipacha                          | Suipacha                                        | 1     | 1963 |
| Campeonatos desiertos/anulados/años sin disputa | Campeonatos desiertos/anulados/años sin disputa | 4     | 1933, 1950, 1952, 2020 |